# Coupe d'Irlande du Nord de football 2019-2020
Navigation
Édition précédente Édition suivante
La coupe d'Irlande du Nord de football 2019-2020 est la 140e édition de cette compétition. Elle commence le 17 août 2019 pour se terminer en mai 2020 par la finale disputée à Windsor Park. La compétition est sponsorisée par Tennent's Lager.
Le Crusaders Football Club est le tenant du titre depuis sa victoire en finale en 2019 contre Ballinamallard United. Le vainqueur de la compétition est qualifié pour la Ligue Europa 2020-2021.
Le Glentoran FC remporte la finale, battant le Ballymena United après prolongation.

## Organisation
La coupe d'Irlande du Nord oppose 125 équipes soit une équipe de moins que la saison dernière. En effet l'équipe du Lurgan Celtic a abandonné le championnat en début de saison. Ces équipes se répartissent en 36 équipes disputant les trois divisions du championnat national et 90 équipes issues des championnats régionaux. Les équipes disputant les deux premières division intègrent l'épreuve lors du cinquième tour.
| Tour             | Date              | Nombre de matchs | Clubs    |
| ---------------- | ----------------- | ---------------- | -------- |
| Premier tour     | 17 août 2019      | 37               | 125 → 88 |
| Second tour      | 28 septembre 2019 | 32               | 88 → 56  |
| Troisième tour   | novembre 2019     | 16               | 56 → 40  |
| Quatrième tour   | décembre 2019     | 8                | 40 → 32  |
| Cinquième tour   | janvier 2020      | 16               | 32 → 16  |
| Sixième tour     | février 2020      | 8                | 16 → 8   |
| Quarts de finale | mars 2020         | 4                | 8 → 4    |
| Demi-finales     | mars 2020         | 2                | 4 → 2    |
| Finale           | 2 mai 2020        | 1                | 2 → 1    |

## Premier tour
Les matchs sont programmés le samedi 17 août 2019. Toutes les équipes disputant la troisième division et en dessous participent à ce tour. 27 équipes sont exemptes par tirage au sort.
| Club recevant                  | Score            | Club visiteur          | Date    |
| ------------------------------ | ---------------- | ---------------------- | ------- |
| Albert Foundry                 | 3-1              | Bloomfield FC          | 17 août |
| Annagh United                  | 4-1              | Derriaghy Cricket Club | 17 août |
| Armagh City                    | 7-0              | 1st Bangor Old Boys    | 17 août |
| Ballynahinch Olympic           | 2-3              | Bangor FC              | 17 août |
| Banbridge Town                 | 2-1              | Dungiven FC            | 17 août |
| Barn United                    | 0-3              | Oxford Sunnyside       | 17 août |
| Belfast Celtic                 | 9-1              | Dromore Amateurs       | 17 août |
| Bryansburn Rangers             | 1-3              | Crumlin Unitd          | 17 août |
| Chimney Corner                 | 5-1              | Laurelvale FC          | 17 août |
| Comber Recreation              | 2-0              | Bangor Amateurs        | 17 août |
| Cookstown Royal British Legion | 2-3              | Glebe Rangers FC       | 17 août |
| Cookstown Youth                | 0-5              | Newington FC           | 17 août |
| Craigavon City                 | 5-0              | Seapatrick FC          | 17 août |
| Crumlin Star                   | 8-0              | Kilmore Recreation     | 17 août |
| Downshire Young Men            | 2-0              | Rectory Rangers        | 17 août |
| Dromara Village                | 3-6              | Coagh United           | 17 août |
| East Belfast                   | 3-1              | St Mary's FC           | 17 août |
| Fivemiletown United            | 2-3              | Ardstraw               | 17 août |
| Grove United                   | 2-4              | Newcastle FC           | 17 août |
| Holywood FC                    | 1-4              | Newbuildings United    | 17 août |
| Iveagh United                  | 1-3              | Lurgan Town            | 17 août |
| Limavady United                | 3-0              | Ballynure Old Boys     | 17 août |
| Maiden City                    | 3-2              | Bourneview Mill        | 17 août |
| Malachians FC                  | 1-2              | Moneyslane FC          | 17 août |
| Mossley FC                     | 4-1              | Markethill Swifts      | 17 août |
| Moyola Park FC                 | 11-0             | Colin Valley FC        | 17 août |
| Rosario Youth                  | 0-1              | Killyleagh Youth       | 17 août |
| Rosemount Recreation           | 2-3              | Dunmurry Recreation    | 17 août |
| Saintfield United              | 0-2              | Banbridge Rangers      | 17 août |
| Sirocco Works                  | 2-2 t. a. b.3-4  | Seagoe FC              | 17 août |
| St James' Swifts               | 4-1              | Abbey Villa            | 17 août |
| St Oliver Plunkett             | 2-2 t. a. b. 2-3 | Ballymacash Rangers    | 17 août |
| Suffolk FC                     | 3-0              | St Luke's FC           | 17 août |
| Trojans FC                     | 3-1              | Desertmartin FC        | 17 août |
| Tullyvallen                    | 2-2 t. a. b. 3-4 | Dunloy FC              | 17 août |
| Wakehurst FC                   | 3-1              | Ards Rangers           | 17 août |
| Woodvale FC                    | 5-1              | Windmill Stars         | 17 août |

## Deuxième tour
| Club recevant       | Score           | Club visiteur      | Date         |
| ------------------- | --------------- | ------------------ | ------------ |
| Glebe Rangers       | 1-1 t. a. b.3-4 | Chimney Corner     | 28 septembre |
| Aquinas FC          | 2-1             | Craigavon City     | 28 septembre |
| Ardstraw FC         | 4-1             | Wakehurst FC       | 28 septembre |
| Armagh City         | 2-1             | Dunloy FC          | 28 septembre |
| Ballymacash Rangers | 2-1             | Dunmurry Young men | 28 septembre |
| Ballymoney United   | 2-3             | East Belfast       | 28 septembre |
| Banbridge Rangers   | 0-3             | Bangor FC          | 28 septembre |
|                     |                 |                    | 28 septembre |

## Quatrième tour
| Club recevant   | Score | Club visiteur       | Date        |
| --------------- | ----- | ------------------- | ----------- |
| Banbridge Town  | 3-2   | Ballymacash Rangers | 30 novembre |
| Belfast Celtic  | 2-1   | Larne Tech Old Boys | 30 novembre |
| Brantwood FC    | 2-5   | Rathfriland Rangers | 30 novembre |
| Coagh United    | 0-1   | Crumlin Star        | 30 novembre |
| Dollingstown FC | 6-0   | Tullycarnet FC      | 30 novembre |
| East Belfast FC | 7-1   | Islandmagee FC      | 30 novembre |
| Limavady United | 1-3   | Bangor FC           | 30 novembre |
| Valley Rangers  | 1-5   | Hanover FC          | 30 novembre |

## Cinquième tour
Trente deux équipes disputent ce cinquième tour. Les clubs de première et de deuxième division intègrent la compétition. Les matchs se déroulent le 4 janvier 2020.
| Club recevant          | Score           | Club visiteur           | Date           |
| ---------------------- | --------------- | ----------------------- | -------------- |
| Ards FC                | 1-3             | Carrick Rangers FC      | 4 janvier 2020 |
| Ballinamallard United  | 1-0             | Dollingstown FC         | 4 janvier      |
| Ballyclare Comrades    | 2-1             | Harland & Wolff Welders | 4 janvier      |
| Ballymena United       | 2-0             | Crumlin Star            | 4 janvier      |
| Banbridge Town         | 2-2 t. a. b.5-4 | East Belfast FC         | 4 janvier      |
| Cliftonville FC        | 6-0             | Hanover FC              | 4 janvier      |
| Crusaders FC           | 3-0             | Dundela FC              | 4 janvier      |
| Glenavon FC            | 0-2             | Coleraine FC            | 4 janvier      |
| Glentoran FC           | 2-2 t. a. b.5-4 | Portadown FC            | 4 janvier      |
| Institute FC           | 2-3             | Dungannon Swifts        | 4 janvier      |
| Knockbreda FC          | 3-2             | Dergview FC             | 4 janvier      |
| Larne FC               | 8-0             | Belfast Celtic          | 4 janvier      |
| Loughgall FC           | 1-2             | Rathfriland Rangers     | 4 janvier      |
| Newry City             | 3-1             | Bangor FC               | 4 janvier      |
| Queen's University AFC | 2-1             | Linfield FC             | 4 janvier      |
| Warrenpoint Town       | 3-1             | PSNI FC                 | 4 janvier      |

Une surprise majeure lors de ce tour, la défaite de Linfield FC, deuxième du championnat sur le terrain de Queen's University, club de bas de tableau en deuxième division.

## Sixième tour
Seize équipes disputent ce sixième tour. Les matchs se déroulent le 1er février 2020. À ce stade de la compétition, il ne reste plus qu'un club amateur, les Rathfriland Rangers et un club de troisième division, Banbridge Town.
| Club recevant          | Score | Club visiteur         | Date             |
| ---------------------- | ----- | --------------------- | ---------------- |
| Ballyclare Comrades    | 0-1   | Larne FC              | 1er février 2020 |
| Carrick Rangers FC     | 1-5   | Crusaders FC          | 1er février      |
| Cliftonville FC        | 3-1   | Rathfriland Rangers   | 1er février      |
| Coleraine FC           | 3-0   | Banbridge Town        | 1er février      |
| Dungannon Swifts       | 4-2   | Newry City            | 1er février      |
| Knockbreda FC          | 2-5   | Ballinamallard United | 1er février      |
| Queen's University AFC | 2-3   | Glentoran FC          | 1er février      |
| Warrenpoint Town       | 1-2   | Ballymena United      | 1er février      |

## Quarts de finale
Les quarts de finale se déroulent le 29 février 2020. Tous les qualifiés évoluent en première division nord-irlandaise sauf un, le Ballinamallard United qui est pensionnaire de deuxième division.
| Club recevant         | Score | Club visiteur    | Date            |
| --------------------- | ----- | ---------------- | --------------- |
| Ballinamallard United | 0-2   | Ballymena United | 29 février 2020 |
| Dungannon Swifts      | 1-2   | Cliftonville FC  | 29 février      |
| Glentoran FC          | 2-1   | Crusaders FC     | 29 février      |
| Larne FC              | 2-3   | Coleraine FC     | 28 février      |

## Demi-finales
Les demi-finales se dérouleront le 27 juillet 2020 à huis clos en raison de la pandémie de Covid-19.
| Club recevant    | Score           | Club visiteur | Date            |
| ---------------- | --------------- | ------------- | --------------- |
| Ballymena United | 2-1             | Coleraine FC  | 27 juillet 2020 |
| Cliftonville FC  | 1-1 t. a. b.6-7 | Glentoran FC  | 27 juillet      |

## Finale
La finale se déroule le 31 juillet 2020 à huis clos en raison de la pandémie de Covid-19.
| Finale          | Ballymena United | 1 – 2 ap              | Glentoran FC | Windsor Park, Belfast |  |
| 31 juillet 2020 |                  | (0 – 1, 1 – 1, 1 – 1) |              |                       |  |